# BINAC
BINAC (сокр. от англ. Binary Automatic Computer — двоичный автоматический компьютер) — электронный компьютер первого поколения, построенный в США компанией Eckert–Mauchly Computer Corporation и запущенный в апреле или августе 1949 года. Формально BINAC считается первым коммерческим электронным компьютером, созданным коммерческой компьютерной компанией для частной, неправительственной организации. Создавался в качестве программно-аппаратного комплекса для бортовых систем наведения ракет дальнего радиуса действия перспективных военных летательных аппаратов нового поколения, создававшихся Northrop Corporation, — генеральным подрядчиком и посредником в исследовательском проекте, в то время как фактическим заказчиком выступало командование Военно-воздушных сил США (не так давно выделившихся в самостоятельный вид вооружённых сил).

## Техническое описание
Построенная физиком Джоном У. Мокли и инженером-электронщиком Дж. Преспером Эккертом (ведущие специалисты группы, построившей компьютер ENIAC в Пенсильванском университете) по заказу авиационной корпорации Northrop, ЭВМ была достаточно компактной (1,5 х 1,2 х 0,3 м), чтобы разместиться на борту самолета. BINAC мог принимать данные с клавиатуры электрической пишущей машинки или с магнитной ленты. Устройства ввода на магнитной ленте, применявшиеся в некоторых калькуляторах до создания цифрового компьютера, действовали по тому же принципу, что и популярные тогда магнитофоны: тонкая пластмассовая лента покрывалась слоем специального магнитного материала, на котором информация записывалась методом магнитной индукции — наведения магнитного поля электрическими сигналами. Как и в обычном магнитофоне, магнитную ленту компьютера можно было многократно стирать и вновь использовать для записи информации.

## Ввод в эксплуатацию
По ряду причин BINAC так и не вступил по-настоящему в эксплуатацию, однако Мокли и Экерт уже начали работать над еще более совершенной машиной — UNIVAC I. Создание UNIVAC I было завершено лишь в 1951 г., а её производство и продажу взяла на себя уже фирма «Ремингтон Рэнд» — до этого один из крупнейших производителей табуляторов на перфокартах, — которая поглотила фирму Мокли и Экерта, попавшую в тяжелое финансовое положение.
В марте 1949 года BINAC испытывал тестовую программу (состоящую из 23 инструкций), несмотря на то, что в то время она не функционировала в полной мере. Вот ранние тестовые программы, которые были запущены с помощью BINAC:
- 7 февраля 1949 года. Пятистрочная программа для заполнения памяти из регистра A.
- 10 февраля 1949 года. Пятистрочная программа для проверки памяти.
- 16 февраля 1949 года. Шестистрочная программа для заполнения памяти.
- 7 марта 1949 - 217 повторенний 23-строчной программы для вычисления квадратов.
- 4 апреля 1949 - Пятиминутная программа для заполнения памяти и проверки всех инструкций. Он проработал 2,5 часа, прежде чем произошла ошибка. Вскоре после этого он проработал 31,5 часа без ошибок.
Northrop Grumman Corporation приобрел BINAC в сентябре 1949 года. Сотрудники Northrop заявили, что BINAC с самого начала не работал должным образом, хотя на семинаре Eckert-Mauchly он был исправен. Он смог выполнить некоторые небольшие задачи, но не достаточно хорошо, чтобы быть использованным в качестве производственной машины. 